# Números japoneses
El sistema de numeración japonés es el sistema de nombres de números empleado en el idioma japonés. La numeración japonesa se basa íntegramente en la numeración china, reuniéndose los grandes números en grupos de 10 000.
(Algunos números tienen varios nombres)

## Números de 0 al 1000
| Número            | 0    | 1       | 2       | 3      | 4            | 5       | 6      | 7       | 8      | 9             | 10     | 100    | 1000  |
| Carácter          | 零   | 一      | 二      | 三     | 四           | 五      | 六     | 七      | 八     | 九            | 十     | 百     | 千    |
| Lectura preferida | zero | ichi    | ni      | san    | yon          | go      | roku   | nana    | hachi  | kyū           | jyū    | hyaku  | sen   |
| Lectura on        | rei  | ichi    | ni      | san    | shi          | go      | roku   | shichi  | hachi  | kyū           | jyū    | hyaku  | sen   |
| 音読み            | れい | いち    | に      | さん   | し           | ご      | ろく   | しち    | はち   | きゅう （く） | じゅう | ひゃく | せん  |
| Lectura kun       |      | hitotsu | futatsu | mittsu | yottsu / yon | itsutsu | muttsu | nanatsu | yattsu | kokonotsu     | tō     | (momo) | (chi) |
| 訓読み            |      | ひとつ  | ふたつ  | みっつ | よっつ／よん | いつつ  | むっつ | ななつ  | やっつ | ここのつ      | とう   | もも   | ち    |

Como se puede apreciar, la lectura preferida para los números 4 y 7 no es la lectura on (on'yomi), y esto se debe a una superstición: 死 (muerte) se pronuncia 'shi', al igual que 4.
También es frecuente el uso de 'sho' para el 1, así como la lectura 'rei' para el 0, por ejemplo, con la medida de temperaturas (0 °C).
Los números intermedios se escriben combinando estos elementos:
Las decenas entre 20 y 90 son "(dígito)-jū".
Las centenas entre 200 y 900 son "(dígito)-hyaku".
Las unidades de millar entre 2000 y 9000 son "(dígito)-sen".
Existen modificaciones fonéticas para algunos números:
三百: 300 : sanbyaku (En lugar de sanhyaku).
六百: 600 : roppyaku (En lugar de rokuhyaku).
八百: 800 : happyaku (En lugar de hachihyaku).
三千: 3000 : sanzen (En lugar de sansen).
八千: 8000 : hassen (En lugar de hachisen).
En los números, los elementos se combinan de mayor a menor, y los ceros se presuponen.
十一 : 11 : jyū-ichi
十七 : 17 : jyū-nana
百五十一 : 151 : hyaku go-jyū ichi
三百二 : 302 : sanbyaku ni
三百六十五 : 365 : sanbyaku roku-jū go
四百六十九 : 469 : yon-hyaku roku-jū kyū
二千二十五 : 2025 : ni-sen ni-jyū go

## De 10000 en adelante
Los números realmente grandes se construyen de forma parecida a como se construyen en Occidente, sólo que en lugar de separarlos en grupos de tres (por millares) lo hacen en grupos de cuatro (por miríadas):
| Valor         | 104 | 108 | 1012 | 1016 | 1020 | 1024 | 1028 | 1032 | 1036 | 1040 | 1044 | 1048 | 1052    | 1056   | 1060   | 1064      | 1068  | 1072  |
| Carácter      | 万  | 億  | 兆   | 京   | 垓   | 杼   | 穣   | 溝   | 澗   | 正   | 載   | 極   | 恒河沙  | 阿僧祇 | 那由他 | 不可思議  | 無量  | 大数  |
| Pronunciación | man | oku | chō  | kei  | gai  | jo   | jō   | kō   | kan  | sei  | sai  | goku | gōgasha | asōgi  | nayuta | fukashigi | muryō | taisū |

En japonés, "man", "oku", ..., van precedidos siempre por un número, aunque sea uno (ichi). Esto es análogo a lo que ocurre en español con los números "millón", "billón", etc. También aquí tienen lugar algunas modificaciones fonéticas.
Ejemplos: (se proporciona la separación en grupos de cuatro dígitos para mayor claridad)
1'0000 : ichi-man
983'6703 : kyū-hyaku hachi-jū san man roku-sen nana-hyaku san
20'3652'1801 : ni-jū oku san-zen rop-pyaku go-jū ni-man sen hap-pyaku ichi
10'0000 : jū-man (o también: hyaku-sen, literalmente "cien mil")
Nótese que, tanto en japonés como en español, no se emplea la palabra "cero" en el nombre de enteros mayores que cero.
Como el idioma japonés ha recibido una fuerte influencia del chino a lo largo de la historia, los números japoneses son idénticos a los chinos para los números pequeños. Para los números grandes, los símbolos son en muchos casos diferentes, debido a una sintaxis diferente para expresar los números.
Frecuentemente, y debido a la fuerte influencia occidental en el archipiélago, los japoneses emplean una mezcla de números arábigos y caracteres chinos. En este caso, se escriben los caracteres chinos para "diez mil" y sus potencias sucesivas, pero tienen la función de "separadores de miríada". Las cifras en sí se escriben según la numeración arábiga. Por ejemplo, un artículo en un escaparate puede costar 2万5000 yenes (25.000), y la fortuna de un magnate puede ser de 4億3200万 dólares (432 millones).

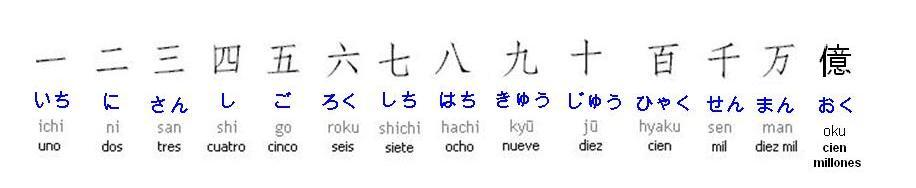
Kanji - Números japoneses

También se pueden escribir los números al estilo occidental, y empleando la coma como separador de millar y el punto decimal (como se hace en los países anglosajones), o incluso mezclar esto con los caracteres chinos que actúan como separadores de miríada. Por ejemplo, 12,345,678 o 1,234万5,678 para el número 12 345 678.
Por último, en ocasiones se omiten los caracteres para los múltiplos de 10, y los números se expresan como sucesión de dígitos. En este caso, se emplea un círculo (〇) para representar el cero. El número 4096 se expresaría así, según esta convención: 四〇九六.

## Fracciones
En japonés también existen caracteres especiales para las fracciones decimales, aunque ya no son de uso general excepto para indicar algunas medias de los jugadores de béisbol, porcentajes de victoria para equipos deportivos, algunas expresiones idiomáticas (como 五分五分の勝負, probabilidad del 50-50, o del 50 %) y para expresar una tasa o un descuento.
Para expresar tasas o descuentos, se emplean las siguientes palabras:
| Valor         | 10-1 | 10-2 | 10-3 | 10-4 | 10-5 |
| Carácter      | 割   | 分   | 厘   | 毛   | 糸   |
| Pronunciación | wari | bu   | rin  | mō   | shi  |

Por ejemplo:
一割五分引き, ichi-wari go-bu biki "descuento del 15 %"
打率三割八分九厘, daritsu san-wari hachi-bu kyū-rin "media de bateo 0,389"
En el uso moderno, las fracciones decimales se escriben con números árabes y se leen como una sucesión de dígitos, más o menos según la convención occidental.

## Numeración japonesa formal
También existe una serie de caracteres para escribir en documentos legales para evitar que una persona sin escrúpulos añada un trazo o dos a un número y cambie un uno por un dos o tres (o incluso por un diez). Estos son los caracteres formales:
| Numeración árabe | 1  | 2  | 3  | 4  | 5  | 6  | 7  | 8  | 9  | 10 | 20   | 100 | 1000 | 10000 |
| Común            | 一 | 二 | 三 | 四 | 五 | 六 | 七 | 八 | 九 | 十 | 二十 | 百  | 千   | 万    |
| Formal           | 壱 | 弐 | 参 | 肆 | 伍 | 陸 | 漆 | 捌 | 玖 | 拾 | 廿   | 佰  | 仟   | 萬    |

## Expresiones y supersticiones
La superstición está muy presente en la numeración japonesa. Los números 4, 7 y 9 cambian su pronunciación ya que se pronuncian igual que otras palabras japonesas de mal augurio. Por ejemplo, shi (死) quiere decir muerte, y se pronuncia igual que el 4, así que para remediarlo se pronuncia el 4 como yon. En algunos hospitales no existe la habitación número 42 (shi-ni) ya que éste es un número de muy mal augurio, pudiendo ser su significado la expresión ‘prepararse para morir’. De la misma forma, algunos hospitales de maternidad no poseen habitación 43 (shi-san) ya que se pronuncia igual que "parto muerto".
El número 8 000 000 (ocho millones) tiene la lectura on, más habitual, de happyakuman, con el significado literal de ocho millones. Con la lectura kun, yaoyorozu, quiere decir sencillamente un número muy grande, como en español "una infinidad", aunque originalmente tenía también el significado de ocho millones. Aparece sobre todo en frases hechas, por ejemplo, en la creencia sintoísta de "yaoyorozu no kami" (ocho millones de dioses). No quiere decir que haya ocho millones de dioses, sino más bien que hay un gran número de dioses, una infinidad de ellos.
En muchas familias japonesas se nombra a los hijos mediante números. Los más comunes son los clásicos nombres masculinos Ichirō (一郎), Jirō (二郎), Saburō (三郎), Shirō (四郎) y Gorō (五郎) para, respectivamente, el primer hijo, el segundo, el tercero, el cuarto y el quinto. También hay muchos japoneses cuyo nombre acaba en alguno de los ya mencionados, como Shin'ichirō, Eiichirō o Ryūzaburō. Otro ejemplo es Isoroku Yamamoto, un comandante naval japonés de la Segunda Guerra Mundial: Isoroku se escribe 五十六 y significa ‘cincuenta y seis’, ya que esa era la edad de su padre cuando él nació.
Así mismo, las islas japonesas de Kyūshū (九州 ‘nueve provincias’) y Shikoku (四国 ‘cuatro países’) tienen su origen en los nombres de los números.
De la palabra yakuza (la mafia japonesa) no se conoce el origen, pero está extendida la creencia de que proviene de ya ‘ocho’, ku ‘nueve’, za ‘tres’, ya que ocho, nueve y tres, o veinte puntos, es la peor mano del juego de cartas hanafuda.